# Jacques Lataste
Jacques Lataste (La Grand-Combe, 7 de junio de 1922-París, 10 de noviembre de 2011) fue un deportista francés que compitió en esgrima, especialista en la modalidad de florete.
Participó en tres Juegos Olímpicos de Verano entre los años 1948 y 1956, obteniendo en total tres medallas: oro en Londres 1948, oro en Helsinki 1952 y plata en Melbourne 1956. Ganó seis medallas en el Campeonato Mundial de Esgrima entre los años 1949 y 1955.

## Palmarés internacional
| Juegos Olímpicos   | Juegos Olímpicos      | Juegos Olímpicos  | Juegos Olímpicos    |
| Año                | Lugar                 | Medalla           | Prueba              |
| ------------------ | --------------------- | ----------------- | ------------------- |
| 1948               | Londres (Reino Unido) | Medalla de oro    | Florete por equipos |
| 1952               | Helsinki (Finlandia)  | Medalla de oro    | Florete por equipos |
| 1956               | Melbourne (Australia) | Medalla de plata  | Florete por equipos |
| Campeonato Mundial |                       |                   |                     |
| Año                | Lugar                 | Medalla           | Prueba              |
| 1949               | El Cairo (Egipto)     | Medalla de plata  | Florete por equipos |
| 1950               | Montecarlo (Mónaco)   | Medalla de plata  | Florete por equipos |
| 1950               | Montecarlo (Mónaco)   | Medalla de bronce | Florete individual  |
| 1951               | Estocolmo (Suecia)    | Medalla de oro    | Florete por equipos |
| 1953               | Bruselas (Bélgica)    | Medalla de oro    | Florete por equipos |
| 1955               | Roma (Italia)         | Medalla de bronce | Florete individual  |